# Tweralpspitz
Der Tweralpspitz ist ein 1332 m ü. M. hoher Berg im Schweizer Kanton St. Gallen. Er ist der höchste Punkt der Gemeinden Wattwil (im Osten) und Eschenbach (im Westen).
Geologisch gesehen besteht er vor allem aus Gesteinen der Oberen Süsswassermolasse: Nagelfluh, Sandstein und Mergel. Es handelt sich um den höchsten Punkt und somit den Hauptgipfel der Nagelfluhkette nördlich des Rickenpasses.
Weitere hohe Gipfel nördlich des Rickenpasses in den Kantonen St. Gallen (SG) und Zürich (ZH) sind:
- Höchhand, 1314 m (SG)
- Chrüzegg, Westgipfel und Ostgipfel jeweils 1314 m (SG), dazwischen Berggasthaus (1265 m)
- Schwarzenberg, 1293 m (SG)
- Schnebelhorn, 1291 m (Kantonsgrenze SG / ZH)
- Rotstein, 1285 m (SG)
- Schwammegg, 1282 m (SG)
- Habrütispitz, 1274 m (SG)
- Dägelsberg, 1268 m (SG / ZH)
- Schindelegg, 1266 m (SG)
- Rossegg, 1254 m (SG)
- Alplispitz, 1246 m (SG)
- Brandegg, 1243 m (ZH)
- Hüttchopf, 1232 m (ZH)
- Farnergrind, 1224 m (SG)
- Hinteres Eggli, 1219 m (SG)
- Warten, 1206 m (ZH)
- Geiss-Chopf, 1204 m (SG)